# Commelina purpurea
Commelina purpurea är en himmelsblomsväxtart som beskrevs av Charles Baron Clarke. Commelina purpurea ingår i släktet himmelsblommor, och familjen himmelsblomsväxter. Inga underarter finns listade.